# Rắn lục Gaboon
Rắn lục Gaboon (danh pháp hai phần: Bitis gabonica) là một loài rắn lục có độc thuộc phân họ Viperinae phân bố tại rừng mưa và trảng cỏ tại châu Phi hạ Sahara. Đây là thành viên lớn nhất thuộc chi Bitis và là loài rắn độc có răng nanh dài nhất thế giới, dài đến 5 cm (2,0 in), nhả ra liều lượng nọc độc cao nhất so với bất kỳ loài rắn độc nào khác. Hiện không có phân loài nào được công nhận.

## Phân loại
Rắn lục Gaboon được mô tả vào năm 1855 là Echidna gabonica.
Lenk et al. (1999) khám phá ra khác biệt đáng kể giữa hai phân loài được công nhận theo quy ước B. g. gabonica và B. g. rhinoceros. Theo nghiên cứu này, hai phân loài khác biệt lẫn nhau về mặt di truyền, như cách chúng khác với B. nasicornis. Do đó, Lenk et al. (1999) nhận định hình thái phân loài phía tây như một loài riêng biệt, B. rhinoceros.
Tên gọi phổ biến của loài rắn này bao gồm rắn hổ bướm xám, rắn phì rừng rậm, rắn thì thầm, rắn lớn đầm lầy, rắn hổ xám Gaboon, và rắn lục Gaboon.
Khởi đầu tên gọi bằng tiếng Bồ Đào Nha, Gabon (Gabão) đề cập đến cửa sông được xây dựng tại thị trấn Libreville, Gabon, và một dải hẹp lãnh thổ tại bờ đất của nhánh biển này. Tính đến năm 1909, Gaboon đề cập đến phần chia phía bắc của Congo thuộc Pháp, phía nam đường xích đạo và nằm giữa Đại Tây Dương và kinh độ 12° đông.

## Mô tả
Rắn trưởng thành có tổng chiều dài trung bình khoảng 125–155 cm (4 đến 5 feet) (thân + đuôi) với tổng chiều dài tối đa khoảng 205 cm (81 in) cho một mẫu vật thu được tại Sierra Leone. Cả hai giới có thể phân biệt được bằng chiều dài răng trong mối tương quan đến tổng chiều dài cơ thể: xấp xỉ 12% đối với rắn đực và 6% đối với rắn cái. Rắn trưởng thành, đặc biệt là rắn cái, rất nặng nề và to khỏe. Một con rắn cái có kích thước như sau:

| Tổng chiều dài             | 174 cm (69 in)   |
| Chiều rộng phần đầu        | 12 cm (4.7 in)   |
| Kích cỡ vòng bụng (chu vi) | 37 cm (14.65 in) |
| Cân nặng (dạ dày rỗng)     | 8.5 kg (19 lbs)  |

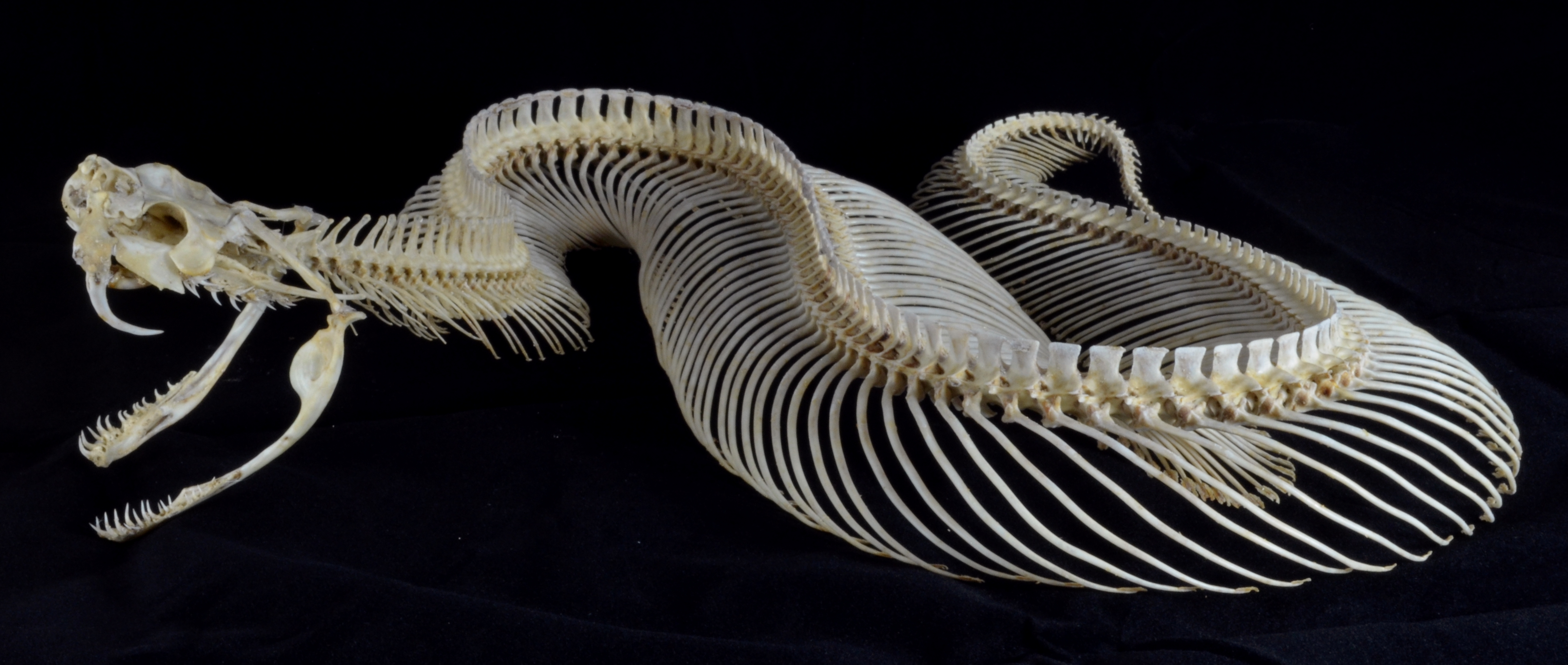
Bộ xương và hộp sọ hoàn chỉnh của B. gabonica

Theo mô tả loài B. gabonica, Spawls et al.. (2004) đưa ra tổng chiều dài trung bình khoảng 80–130 cm (32 đến 51,5 in), còn tổng chiều dài tối đa khoảng 175 cm (69,3 in), cho rằng loài này có lẽ vẫn còn phát triển lớn hơn. Họ thừa nhận báo cáo rằng có những mẫu vật vượt quá 1,8 m (6 ft), hoặc thậm chí tổng chiều dài vượt quá 2 m (6,5 ft), nhưng tuyên bố không có chứng cứ thuyết phục. Một mẫu vật lớn có tổng chiều dài chính xác 1,8 m (5,9 ft), bắt được vào năm 1973, cân nặng khoảng 11,3 kg (25 lb) với dạ dày trống rỗng. Đây là loài rắn độc nặng nhất châu Phi.
Đầu rắn lớn, có hình tam giác, trong khi phần cổ thu hẹp đáng kể: gần một phần ba chiều rộng phần đầu. Một cặp "sừng" rất nhỏ nhô lên giữa hai lỗ mũi trồi. Đôi mắt to và linh động, định vị tốt trước mặt và có 15–21 vảy ổ mắt uốn vòng bao quanh. Có khoảng 12–16 vảy giữa hai mắt trên đỉnh đầu. 4 hoặc 5 hàng vảy tách rời vảy thị giác dưới và vảy trên môi. Có khoảng 13–18 vảy trên môi và 16–22 vảy dưới môi. Răng nanh có thể đạt chiều dài lên đến 55 mm (2,2 in): dài nhất so với bất kỳ loài rắn độc nào khác.
Giữa thân, có khoảng 28–46 hàng vảy lưng, tất cả đều lật úp rõ ràng trừ các hàng bên ngoài mỗi bên. Vảy bên hơi xiên. Số lượng vảy bụng khoảng 124–140: hiếm khi hơn 132 ở rắn đực, hiếm khi ít hơn 132 ở rắn cái. Có 17–33 cặp vải dưới đuôi: rắn đực không ít hơn 25, rắn cái không nhiều hơn 23. Vảy hậu môn đơn lẻ.
Màu sắc hoa văn bao gồm một loạt những vệt màu nhạt, tựa hình chữ nhật chạy xuống trung tâm lưng, khoảng trống ở giữa có nhiều dấu vết sẫm màu, có hình đồng hồ cát mép vàng. Sườn có một loạt đốm hình thoi màu nâu vàng hoặc nâu, cùng những thanh dọc sáng màu ở giữa. Bụng nhạt màu cùng nhiều vệt màu nâu hoặc đen không đều. Đầu rắn màu trắng hoặc màu kem, một đường thẳng sẫm màu, mịn ở trung tâm; nhiều đốm đen trên góc phía sau, một đốm tam giác xanh-đen sẫm nằm đằng sau và bên dưới mỗi mắt. Tròng đen mắt có màu kem, trắng vàng, cam hoặc bạc.

## Phân bố và sinh cảnh
Loài rắn này có thể tìm được tại Guinea, Ghana, Togo, Nigeria, Cameroon, Guinea Xích Đạo, Gabon, cộng hòa Congo, cộng hòa Dân chủ Congo, miền bắc Angola, cộng hòa Trung Phi, Nam Sudan, Uganda, Kenya, miền đông Tanzania, Zambia, Malawi, miền đông Zimbabwe, Mozambique và đông bắc tỉnh KwaZulu-Natal tại Nam Phi. Mallow et al. (2003) cũng liệt kê Sierra Leone, Sénégal và Liberia tại Tây Phi. Nơi phân loại được xác định là "Gabon" (châu Phi).
Rắn lục Gaboon thường tìm được tại rừng nhiệt đới và rừng thưa gần đó, chủ yếu ở độ cao thấp, nhưng thỉnh thoảng cao đến 1500 m trên mực nước biển. Spawls et al. (2004) đề cập đến độ cao tối đa 2100 m. Theo Broadley và Cock (1975), rắn thường tìm được tại môi trường song song nơi cư trú của họ hàng gần, B. arietans, thường tìm được tại làng quê mở rộng.
Tại Tanzania, loài rắn này tìm được trong bụi rậm khoảng thấp, đồn điền trồng điều, trên đất nông nghiệp dưới bụi cây hoặc bụi rậm. Tại Uganda, rắn tìm được trong rừng và đồng cỏ gần đó. Rắn cũng sung túc trong các khu vực rừng khai hoang: đồn điền cacao tại tây Phi và đồn điền cà phê tại đông Phi. Rắn cũng sinh sống trong rừng xanh quanh năm tại Zambia. Tại Zimbabwe, rắn chỉ tại khu vực có lượng mưa lớn dọc theo vách núi rừng ở phía đông đất nước. Nhìn chung, rắn cũng có thể tìm được tại đầm lầy, cũng như trong vùng nước tĩnh và động. Chúng thường tìm được ở khu vực nông nghiệp gần rừng và trên đường lộ vào ban đêm.

## Tập tính

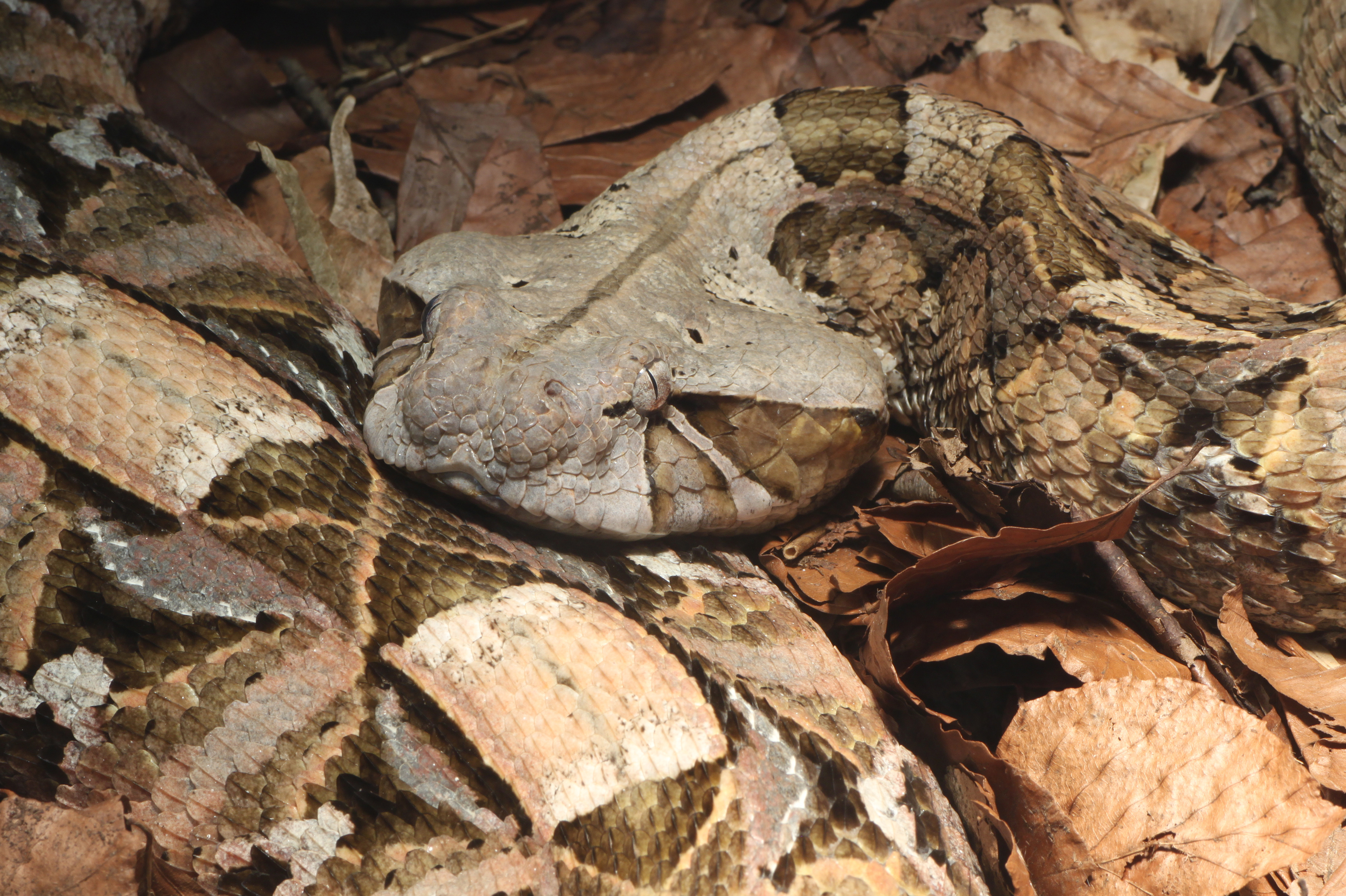
Rắn lục Gaboon hòa nhập với môi trường xung quanh, hoa văn cùng màu sắc giúp chúng ngụy trang tài tình.

Chủ yếu về đêm, rắn lục Gaboon có tiếng di chuyển chậm và điềm tĩnh. Chúng thường săn mồi bằng cách phục kích, thường xuyên bỏ ra thời gian dài bất động, chờ đợi con mồi thích hợp để cắn. Mặt khác, rắn săn mồi tích cực, chủ yếu trong 6 giờ đầu ban đêm. Tại Kumasi, Ghana, chúng thường xuyên bị người giữ nông trại giết xung quanh vài chuồng ngựa trên bãi đất trống cách rừng khoảng 500 mét - một dấu hiệu cho biết chúng đang săn chuột trên đồng cỏ. Loài rắn này thường rất điềm tĩnh, thậm chí khi cầm lên, hiếm khi cắn hoặc rít, không giống như hầu hết rắn lục. Tuy nhiên, những con rắn kích động vẫn gây ra các vết cắn.
Vận động chủ yếu theo đường thẳng, chuyển động "trườn bò" chậm chạp bằng vảy bụng. Rắn có thể quằn quại từ bên này sang bên kia khi báo động, nhưng chỉ trong khoảng cách ngắn. Ditmars (1933) thậm chí miêu tả rắn có khả năng uốn khúc phía bên.
Nếu bị đe dọa, rắn có thể lớn tiếng rít lên như một lời cảnh báo, làm như vậy theo một nhịp điệu sâu và ổn định, phần đầu hơi dẹt tại mỗi thời điểm thở. Mặc dù vậy, rắn không tấn công trừ khi bị khiêu khích nghiêm trọng, tuy nhiên rắn lục Gaboon là một trong những loài rắn nổi tiếng nhanh nhẹn nhất trên thế giới, vì vậy cần thận trọng khi cầm chúng lên.
Đã có nhiều mô tả về tính khí không hung hăng chung của rắn. Sweeney (1961) đã viết rằng rắn lục dễ điều khiển "có thể cầm lên một cách tự do như bất kỳ loài rắn không có nọc độc nào", mặc dù điều này hoàn toàn không nên. Trong Lane (1963), Ionides giải thích ông sẽ chụp hình mẫu vật bằng cách đầu tiên chạm nhẹ vào đỉnh đầu rắn với một cặp kẹp để kiểm tra phản ứng của rắn lục. Rắn giận dữ hiếm khi phô bày ra, do đó cây kẹp thường được đặt sang một bên. Con rắn được túm chặt ngay cổ bằng một tay và cơ thể rắn được giữ chặt nhờ người khác khi ông nhặt chúng lên, đưa con rắn vào chiếc hộp đóng nắp. Ông cho biết những con rắn hầu như không bao giờ cắn nhau.
Parry (1975) mô tả cách thức loài rắn này có một phạm vi chuyển động mắt rộng lớn hơn so với những loài rắn khác. Cùng một mặt phẳng nằm ngang, chuyển động mắt có thể được duy trì ngay cả khi phần đầu có thể xoay lên hoặc xuống một góc của lên đến 45°. Nếu phần đầu rắn có thể xoay 360°, một mắt sẽ nghiêng lên và mắt còn lại nhìn xuống, tùy thuộc vào chiều quay. Ngoài ra, nếu một mắt nhìn về phía trước, mắt kia nhìn lại, như thể cả hai đều được kết nối với một vị trí cố định trên một trục giữa hai mắt. Nhìn chung, đôi mắt rắn thường liếc qua lại nhanh và cử chỉ giật giật. Khi ngủ, mắt không chuyển động và đồng tử tương tác mạnh mẽ. Đồng tử co giãn đột ngột và chuyển động mắt tiếp tục trở lại khi con rắn tỉnh dậy.

## Khẩu phần
Do kích thước cơ thể to lớn, nặng nề, rắn trưởng thành không cố ăn con mồi lớn như thỏ trưởng thành. Khi con mồi xuất hiện, rắn tấn công với độ chính xác rất nhanh từ bất kỳ góc độ nào. Một khi rắn tấn công con mồi, chúng ngoạm chặt bằng cặp răng nanh lớn, chứ không để con mồi chạy đi và chờ đợi mồi chết. Hành vi này rất khác với hành vi những loài rắn khác. Rắn lục Gaboon có khẩu phần đa dạng với nhiều loài gồm chim (ví dụ: bồ câu, gà sao, đa đa), lưỡng cư (ví dụ: ếch, cóc) và thú nhỏ, chẳng hạn như thú gặm nhấm (ví dụ: chuột đồng, chuột cống, thỏ và nhím). Ngoài ra còn có báo cáo, loài rắn này còn săn con mồi khó hơn, chẳng hạn như khỉ cây, chuột túi Gambia (Cricetomys), nhím đuôi cọ châu Phi (Atherurus) và thậm chí cả linh dương hoàng gia nhỏ (Neotragus).

## Sinh sản
Trong thời gian động dục đỉnh cao, rắn lục đực tham gia chiến đấu. Điều này bắt đầu bằng một con đực xoa cằm của nó dọc theo lưng con rắn khác. Rắn đực thứ hai sau đó nâng đầu nó lên càng cao càng tốt. Khi cả hai đều làm như vậy, cổ rắn quấn vào nhau. Khi phần đầu cân bằng, rắn quay vòng trở lại và đẩy. Cơ thể rắn xen lẫn vào nhau khi chuyển đổi vị trí. Rắn trở nên lãng quên mọi thứ khác, tiếp tục ngay vòng cả sau khi ngã lên một mặt phẳng hoặc xuống nước. Đôi khi rắn quấn vào nhau và bóp chặt đến nỗi vảy rắn tách ra do áp lực. Rắn cũng đã từng quan sát rằng đấu nhau khi miệng đóng lại. Thỉnh thoảng, rắn chiến đấu sẽ trở nên mệt mỏi và hòa chiến bằng cách "đồng thuận", nghỉ ngơi một thời gian trước khi đấu trở lại một lần nữa. Sự kiện này được giải quyết khi một trong hai thúc đầu con rắn kia xuống đất thành công và nâng đầu nó lên 20–30 cm. Trong điều kiện nuôi nhốt, chiến đấu có thể xảy ra bốn hoặc năm lần một tuần cho đến khi tán tỉnh và giao phối kết thúc.
Thai kỳ mất khoảng 7 tháng, chu kỳ sinh sản khoảng 2 đến 3 năm. Một chu kỳ sinh sản 5 năm có thể diễn ra. Thường xuyên, rắn sinh sản cuối mùa hè. Phân loài B. g. gabonica sinh ra 8–43 rắn con. Phân loài B. g. rhinoceros có sinh nhiều đến 60 rắn con. Tuy nhiên, thực tế số lượng rắn con hiếm khi vượt quá 24. Rắn sơ sinh dài 25–32 cm và nặng 25–45 g.

## Nọc độc

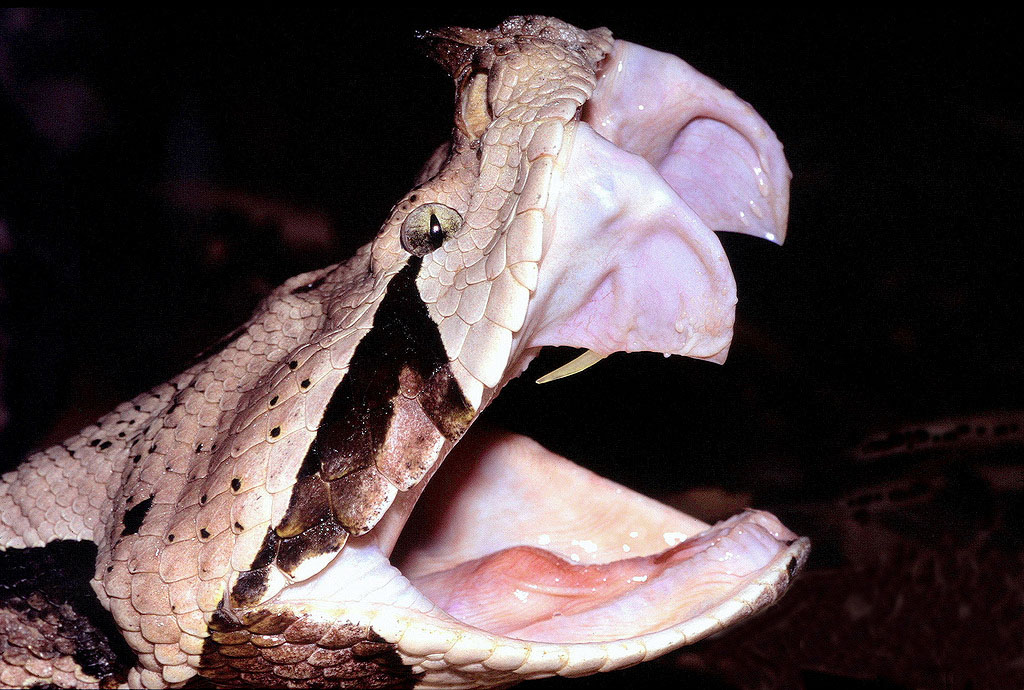
Rắn lục Gaboon đang nhe ra cặp răng nanh

Vết cắn của loài rắn này rất hiếm, do tính chất cực kỳ không hung hăng của chúng và vì phạm vi được giới hạn đến khu vực rừng nhiệt đới. Do bởi tính cách chậm chạp và miễn cưỡng khi di chuyển ngay cả khi tiếp cận, rắn cắn thường xảy ra do vô tình giẫm phải một con rắn Gaboon, nhưng thậm chí về sau không đảm bảo đó là một vết cắn. Tuy nhiên, khi một vết cắn xảy ra, phải luôn luôn được xem là một ca cấp cứu y tế khẩn cấp nghiêm trọng. Ngay cả khi vết cắn trung bình từ mẫu vật cỡ trung bình vẫn có khả năng gây tử vong. Chất kháng nọc độc nên sử dụng càng sớm càng tốt để cứu sống nạn nhân nếu không ảnh hưởng đến tứ chi.
Nọc độc hủy hoại tế bào của loài rắn này đặc biệt được xem là không quá độc dựa trên những thử nghiệm tiến hành trên chuột. Trên chuột, LD50 đo được khoảng 0.8–5.0 mg/kg khi tiêm tĩnh mạch, 2.0 mg/kg khi tiêm phúc mạc và 5.0–6.0 mg/kg khi tiêm dưới da. Do tuyến nọc độc to lớn và mỗi vết cắn lại nhả ra liều lượng nọc lớn nhất so với bất kỳ loài rắn độc nào khác. Điều này phản ánh thực tế rằng, không giống nhiều loài rắn độc châu Phi, chẳng hạn rắn puff adder, lục Gaboon không nhả con mồi sau khi cắn, cho phép tiêm vào lượng nọc độc lớn hơn. Liều lượng có thể liên quan đến trọng lượng cơ thể, trái ngược với khoảng thời gian co vắt. Brown (1973) đưa ra độ biến thiên liều lượng nọc độc khoảng 200–1000 mg (nọc độc khô), Phạm vi biến thiên 200–600 mg cho mẫu vật có chiều dài 125–155 cm cùng từng có báo cáo. Spawls và Branch (1995) phát biểu rằng lượng nọc độc từ 5 đến 7 ml (450–600 mg) có thể được tiêm vào trong một lần cắn đơn nhất.
Nghiên cứu của Marsh và Whaler (1984) báo cáo liều lượng tối đa nọc độc tươi khoảng 9,7 ml, còn nọc độc khô biến chuyển đến 2400 mg. Họ gắn kẹp điện "mõm sấu" với góc hàm mở rộng gây mê mẫu vật (chiều dài 133–136 cm, chu vi 23–25 cm, trọng lượng 1,3–3,4 kg), lượng nọc độc 1,3–7,6 ml (trung bình 4,4 ml). Hai đến ba cú nổ điện trong không gian cách nhau 5 giây đủ để làm trống rỗng tuyến nọc độc. Con rắn được sử dụng cho nghiên cứu, co vắt từ 7 đến 11 lần trong khoảng thời gian 12 tháng, trong thời gian đó sức khỏe con rắn vẫn tốt và hiệu lực nọc độc vẫn như nhau.
Dựa trên độ nhạy cảm của khỉ với nọc độc, Whaler (1971) ước lượng 14 mg nọc độc đủ để gây tử vong cho một người: tương đương 0,06 ml nọc độc, hoặc 1/50 đến 1/1000 những gì có thể đạt được trong một lần co vắt duy nhất. Marsh và Whaler (1984) ghi lại 35 mg (1/30 lượng nọc độc trung bình) sẽ đủ để giết một người đàn ông nặng 70 kilôgam (150 lb). Branch (1992) cho rằng 90–100 mg sẽ gây tử vong ở người. Do sự hiếm có của các loại vết rắn cắn, tiếp tục điều tra là cần thiết.
Ở con người, một vết cắn gây ra những triệu chứng nhanh và dễ thấy sưng phồng, đau dữ dội, sốc nặng và bỏng giộp vây quanh. Triệu chứng khác có thể bao gồm chuyển động không ngang hàng, đại tiện, tiểu tiện, sưng phồng lưỡi và mí mắt, co giật và bất tỉnh. Bỏng giộp, bầm tím và hoại tử có thể bao quát. Có thể bất ngờ hạ huyết áp, tổn thương tim và khó thở. Máu có thể không đông tụ được, xuất huyết nội bộ mà có thể dẫn đến chứng huyết niệu và nôn ra máu. Tổn thương mô nội bộ có thể đòi hỏi phải phẫu thuật cắt xén và có lẽ cắt cụt. Lành vết thương có thể chậm và tử vong trong giai đoạn phục hồi không phải hiếm.